# Leichtathletik-Weltmeisterschaften 1987/100 m der Männer

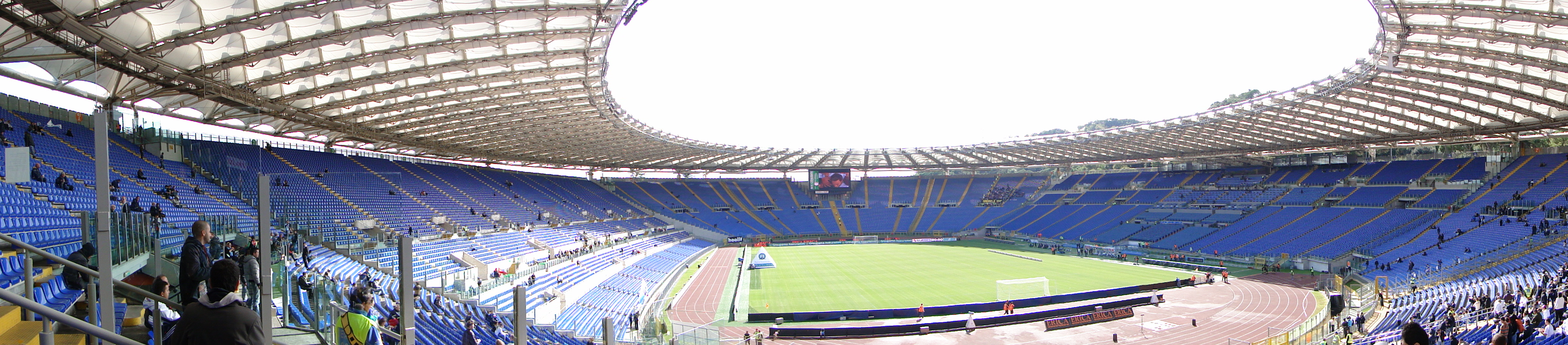
Das Olympiastadion in Rom im Jahr 2009

Der 100-Meter-Lauf der Männer bei den Leichtathletik-Weltmeisterschaften 1987 wurde vom 5. bis 7. August 1987 im Olympiastadion der italienischen Hauptstadt Rom ausgetragen.
Weltmeister wurde der US-amerikanische Titelverteidiger und vierfache Olympiasieger von 1984 (100 Meter / 200 Meter / 4 × 100 m / Weitsprung) Carl Lewis. Bei diesen Weltmeisterschaften verteidigte Lewis auch seine beiden WM-Titel mit der US-amerikanischen Sprintstaffel und im Weitsprung. Im Finale egalisierte er den bestehenden Weltrekord von 9,93 s. Er gewann vor dem Jamaikaner Raymond Stewart, der 1984 er als Mitglied der Sprintstaffel aus Jamaika eine olympische Silbermedaille errungen hatte. Bronze ging an den britischen Europameister von 1986 Linford Christie.

## Rekorde

### Bestehende Rekorde
| Weltrekord           | 9,93 s  | Calvin Smith | Colorado Springs, USA         | 3. Juli 1983   |
| Meisterschaftsrekord | 10,07 s | Carl Lewis   | WM 1983 in Helsinki, Finnland | 8. August 1983 |

### Rekordverbesserungen
Weltmeister Carl Lewis verbesserte den bestehenden WM dreimal:
- 10,05 s – 6. Vorlauf, 29. August
- 10,03 s – 2. Halbfinale, 30. August
- 09,93 s – Finale, 30. August

## Doping
In diesem Rennen gab es einen Dopingfall:
Der Kanadier Ben Johnson wurde drei Tage nach seinem Olympiasieg 1988 positiv auf Stanozolol getestet und musste seine Goldmedaille abgeben. Auch seine Resultate bei diesen Weltmeisterschaften – Rang eins über 100 Meter und Rang vier mit der kanadischen 4-mal-100-Meter-Staffel – wurden annulliert, weil er zugab, schon zuvor gegen die Dopingbestimmungen verstoßen zu haben. Er wurde zunächst für zwei Jahre gesperrt, musste jedoch nach seiner Rückkehr in den Leistungssport eine lebenslange Sperre hinnehmen, weil ihm erneut ein Dopingverstoß nachgewiesen wurde.
Leidtragende waren in erster Linie folgende Athleten:
- Carl Lewis (USA) – Er erhielt seine Goldmedaille erst mit einem Jahr Verspätung.
- Linford Christie (Großbritannien) – Er erhielt seine Bronzemedaille erst mit einem Jahr Verspätung und konnte nicht an der Siegerehrung teilnehmen.
- Andreas Berger (Österreich) – Er wäre über seine Halbfinalplatzierung im Finale startberechtigt gewesen.
- Hiroki Fuwa (Japan) – Er wäre über seine im Viertelfinale erzielte Zeit im Halbfinale startberechtigt gewesen.
- Dirk Schweisfurth (BR Deutschland) – Er wäre über seine im Vorlauf erzielte Zeit im Viertelfinale startberechtigt gewesen.

## Vorrunde
29. August 1987
Die Vorrunde wurde in sieben Läufen durchgeführt. Die ersten vier Athleten pro Lauf – hellblau unterlegt – sowie die darüber hinaus vier zeitschnellsten Läufer – hellgrün unterlegt – qualifizierten sich für das Viertelfinale.

### Vorlauf 1
Wind: +1,8 m/s
| Platz | Name              | Nation              | Zeit (s) |
| ----- | ----------------- | ------------------- | -------- |
| 1     | Raymond Stewart   | Jamaika             | 10,23    |
| 2     | Ronald Desruelles | Belgien             | 10,39    |
| 3     | Mike McFarlane    | Großbritannien      | 10,39    |
| 4     | Cheng Hsin-Fu     | Chinesisch Taipeh   | 10,41    |
| 5     | Mark Witherspoon  | USA                 | 10,65    |
| 6     | Leandro Peñalver  | Kuba                | 10,65    |
| 7     | Earl Hazel        | St. Kitts und Nevis | 10,96    |
| 8     | Robert Loua       | Guinea              | 11,09    |

### Vorlauf 2
Wind: +1,3 m/s
| Platz | Name                  | Nation         | Zeit (s) |
| ----- | --------------------- | -------------- | -------- |
| 1     | Max Morinière         | Frankreich     | 10,29    |
| 2     | Alexander Jewgenjew   | Sowjetunion    | 10,33    |
| 3     | Andrés Simón          | Kuba           | 10,34    |
| 4     | Lee McRae             | USA            | 10,34    |
| 5     | Christian Haas        | BR Deutschland | 10,39    |
| 6     | Oussen Issa Allassane | Benin          | 10,68    |
| 7     | Ziad Hanna            | Libanon        | 11,04    |
| 8     | Mohd Eid Ismail Amawi | Palästina      | 11,56    |

### Vorlauf 3
Wind: +0,4 m/s
| Platz | Name               | Nation                       | Zeit (s) |
| ----- | ------------------ | ---------------------------- | -------- |
| 1     | Robson da Silva    | Brasilien                    | 10,42    |
| 2     | Achmed De Kom      | Niederlande                  | 10,49    |
| 3     | Wladimir Murawjow  | Sowjetunion                  | 10,53    |
| 4     | Harouna Pale       | Burkina Faso                 | 10,68    |
| 5     | Théophile Nkounkou | Republik Kongo               | 10,89    |
| DNS   | Youssouf Ali       | Komoren                      |          |
| DNS   | Greg Barnes        | Amerikanische Jungferninseln |          |
| DNS   | Allan Wells        | Großbritannien               |          |

### Vorlauf 4
Wind: +1,6 m/s
| Platz | Name                 | Nation                   | Zeit (s) |
| ----- | -------------------- | ------------------------ | -------- |
| 1     | Pierfrancesco Pavoni | Italien                  | 10,24    |
| 2     | Wiktor Bryshin       | Sowjetunion              | 10,25    |
| 3     | Linford Christie     | Großbritannien           | 10,29    |
| 4     | Hiroki Fuwa          | Japan                    | 10,43    |
| 5     | Li Tao               | Volksrepublik China      | 10,52    |
| 6     | Julien Thode         | Niederländische Antillen | 10,69    |
| 7     | Oscar Fernández      | Peru                     | 11,04    |
| 8     | Alan Zammit          | Malta                    | 11,32    |

### Vorlauf 5
Wind: +1,5 m/s
| Platz | Name                 | Nation                  | Zeit (s)                         |
| ----- | -------------------- | ----------------------- | -------------------------------- |
| 1     | Andrew Smith         | Jamaika                 | 10,39                            |
| 2     | Javier Arques        | Spanien                 | 10,41                            |
| 3     | Charles-Louis Seck   | Senegal                 | 10,43                            |
| 4     | Patrick Nwankwo      | Nigeria                 | 10,43                            |
| 5     | Mustapha Kamel Selmi | Algerien                | 10,48                            |
| 6     | Rodney Cox           | Turks- und Caicosinseln | 11,18                            |
| 7     | Gilbert Bessi        | Monaco                  | 11,77                            |
| DOP   | Ben Johnson          | Kanada                  | für das Viertelfinale zugelassen |

### Vorlauf 6
Wind: +1,5 m/s
| Platz | Name               | Nation         | Zeit (s)                                            |
| ----- | ------------------ | -------------- | --------------------------------------------------- |
| 1     | Carl Lewis         | USA            | 10,05 CR                                            |
| 2     | Attila Kovács      | Ungarn         | 10,26                                               |
| 3     | Walentin Atanassow | Bulgarien      | 10,39                                               |
| 4     | Ricardo Chacon     | Kuba           | 10,43                                               |
| 5     | Dirk Schweisfurth  | BR Deutschland | 10,50 eigentlich für das Viertelfinale qualifiziert |
| 6     | Arnaldo Abrantes   | Portugal       | 10,64                                               |
| 7     | Rick Hiram         | Nauru          | 11,37                                               |
| DNS   | Trevor Davis       | Anguilla       |                                                     |

### Vorlauf 7
Wind: +2,5 m/s
| Platz | Name                   | Nation          | Zeit (s) |
| ----- | ---------------------- | --------------- | -------- |
| 1     | Chidi Imoh             | Nigeria         | 10,22    |
| 2     | Andreas Berger         | Österreich      | 10,22    |
| 3     | Desai Williams         | Kanada          | 10,30    |
| 4     | Eric Akogyiram         | Ghana           | 10,37    |
| 5     | Joilto Bonfim          | Brasilien       | 10,41    |
| 6     | Jerry Jeremiah         | Vanuatu         | 10,81    |
| 7     | Ibrahim Mohamed-Waheed | Malediven       | 11,48    |
| DNS   | Takale Tuna            | Papua-Neuguinea |          |

## Viertelfinale
29. August 1987
Aus den vier Viertelfinalläufen qualifizierten sich die jeweils ersten drei Athleten – hellblau unterlegt – sowie die darüber hinaus vier zeitschnellsten Läufer – hellgrün unterlegt – für das Halbfinale.

### Viertelfinallauf 1
Wind: −2,9 m/s
| Platz | Name              | Nation         | Zeit (s) |
| ----- | ----------------- | -------------- | -------- |
| 1     | Carl Lewis        | USA            | 10,38    |
| 2     | Linford Christie  | Großbritannien | 10,40    |
| 3     | Attila Kovács     | Ungarn         | 10,52    |
| 4     | Robson da Silva   | Brasilien      | 10,53    |
| 5     | Christian Haas    | BR Deutschland | 10,65    |
| 6     | Ronald Desruelles | Belgien        | 10,69    |
| 7     | Ricardo Chacon    | Kuba           | 10,70    |
| 8     | Wladimir Murawjow | Sowjetunion    | 10,80    |

### Viertelfinallauf 2
Wind: −1,5 m/s
| Platz | Name               | Nation            | Zeit (s) |
| ----- | ------------------ | ----------------- | -------- |
| 1     | Wiktor Bryshin     | Sowjetunion       | 10,29    |
| 2     | Andreas Berger     | Österreich        | 10,35    |
| 3     | Mike McFarlane     | Großbritannien    | 10,35    |
| 4     | Max Morinière      | Frankreich        | 10,39    |
| 5     | Charles-Louis Seck | Senegal           | 10,43    |
| 6     | Desai Williams     | Kanada            | 10,43    |
| 7     | Cheng Hsin-Fu      | Chinesisch Taipeh | 10,53    |
| 8     | Harouna Pale       | Burkina Faso      | 10,67    |

### Viertelfinallauf 3
Wind: −0,1 m/s
| Platz | Name                 | Nation      | Zeit (s)                                         |
| ----- | -------------------- | ----------- | ------------------------------------------------ |
| 1     | Chidi Imoh           | Nigeria     | 10,20                                            |
| 2     | Lee McRae            | USA         | 10,21                                            |
| 3     | Pierfrancesco Pavoni | Italien     | 10,28                                            |
| 4     | Eric Akogyiram       | Ghana       | 10,31                                            |
| 5     | Walentin Atanassow   | Bulgarien   | 10,37                                            |
| 6     | Hiroki Fuwa          | Japan       | 10,38 eigentlich für das Halbfinale qualifiziert |
| 7     | Achmed De Kom        | Niederlande | 10,45                                            |
| 8     | Joilto Bonfim        | Brasilien   | 10,46                                            |

### Viertelfinallauf 4
Wind: −0,4 m/s
| Platz | Name                 | Nation      | Zeit (s)                      |
| ----- | -------------------- | ----------- | ----------------------------- |
| 1     | Raymond Stewart      | Jamaika     | 10,14                         |
| 2     | Andrés Simón         | Kuba        | 10,23                         |
| 3     | Alexander Jewgenjew  | Sowjetunion | 10,37                         |
| 4     | Andrew Smith         | Jamaika     | 10,37                         |
| 5     | Javier Arques        | Spanien     | 10,46                         |
| 6     | Mustapha Kamel Selmi | Algerien    | 10,48                         |
| 7     | Patrick Nwankwo      | Nigeria     | 10,49                         |
| DOP   | Ben Johnson          | Kanada      | für das Halbfinale zugelassen |

## Halbfinale
30. August 1987
Aus den beiden Halbfinalläufen qualifizierten sich die jeweils ersten vier Athleten – hellblau unterlegt – für das Finale.

### Halbfinallauf 1
Wind: −0,3 m/s
| Platz | Name                 | Nation         | Zeit (s)                                     |
| ----- | -------------------- | -------------- | -------------------------------------------- |
| 1     | Linford Christie     | Großbritannien | 10,25                                        |
| 2     | Pierfrancesco Pavoni | Italien        | 10,33                                        |
| 3     | Lee McRae            | USA            | 10,37                                        |
| 4     | Andreas Berger       | Österreich     | 10,37 eigentlich für das Finale qualifiziert |
| 5     | Eric Akogyiram       | Ghana          | 10,40                                        |
| 6     | Andrew Smith         | Jamaika        | 10,41                                        |
| 7     | Alexander Jewgenjew  | Sowjetunion    | 10,50                                        |
| DOP   | Ben Johnson          | Kanada         | für das Finale zugelassen                    |

### Halbfinallauf 2

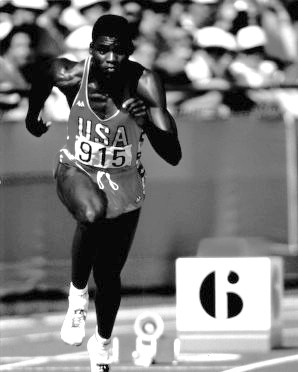
Der vierfache Olympiasieger von 1984 Carl Lewis verteidigte seinen Titel mit Einstellung des Weltrekords

Wind: −1,3 m/s
| Platz | Name               | Nation         | Zeit (s) |
| ----- | ------------------ | -------------- | -------- |
| 1     | Carl Lewis         | USA            | 10,03 CR |
| 2     | Raymond Stewart    | Jamaika        | 10,12    |
| 3     | Attila Kovács      | Ungarn         | 10,22    |
| 4     | Wiktor Bryshin     | Sowjetunion    | 10,23    |
| 5     | Andrés Simón       | Kuba           | 10,24    |
| 6     | Chidi Imoh         | Nigeria        | 10,29    |
| 7     | Mike McFarlane     | Großbritannien | 10,38    |
| 8     | Walentin Atanassow | Bulgarien      | 10,53    |

## Finale
30. August 1987
Wind: +0,95 m/s
| Platz | Name                 | Nation         | Zeit (s) |
| ----- | -------------------- | -------------- | -------- |
| 1     | Carl Lewis           | USA            | 09,93 CR |
| 2     | Raymond Stewart      | Jamaika        | 10,08    |
| 3     | Linford Christie     | Großbritannien | 10,14    |
| 4     | Attila Kovács        | Ungarn         | 10,20    |
| 5     | Wiktor Bryshin       | Sowjetunion    | 10,25    |
| 6     | Lee McRae            | USA            | 10,34    |
| 7     | Pierfrancesco Pavoni | Italien        | 16,23    |
| DOP   | Ben Johnson          | Kanada         |          |

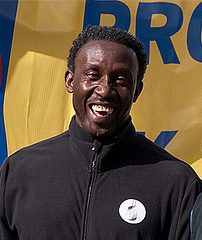
Der amtierende Europameister Linford Christie errang Bronze
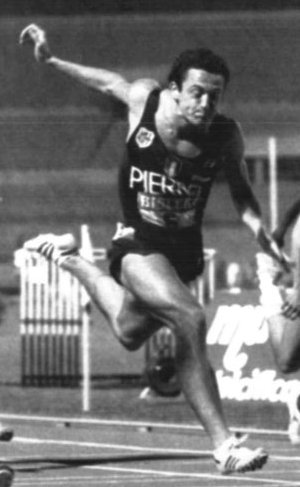
Pierfrancesco Pavoni belegte Rang sieben

## Video
- Rome 1987 World Championships Athletics Men's 100 metres Final Ben Johnson 9.83 WR, Video veröffentlicht auf youtube.com (englisch), abgerufen am 19. März 2020